# Marco Giulio Cozio
Marco Giulio Cozio (60 a.C. circa – 10 circa) figlio e successore di Donno, ebbe la doppia veste di re dei Cozii delle tribù liguri stanziate sulle Alpi Cozie e praefectus romano della medesima provincia.

## Biografia
Con la morte di Cesare e la successiva guerra civile romana, i rapporti tra le popolazioni locali e i Romani si fecero sempre più distaccati; comunque sia Donno prima, sia Cozio poi, si guardarono bene dal bloccare la Via delle Gallie ai Romani.
Durante questo periodo molte tribù galliche ne approfittarono per ribellarsi ai Romani, mentre Cozio mantenne un atteggiamento prudente.

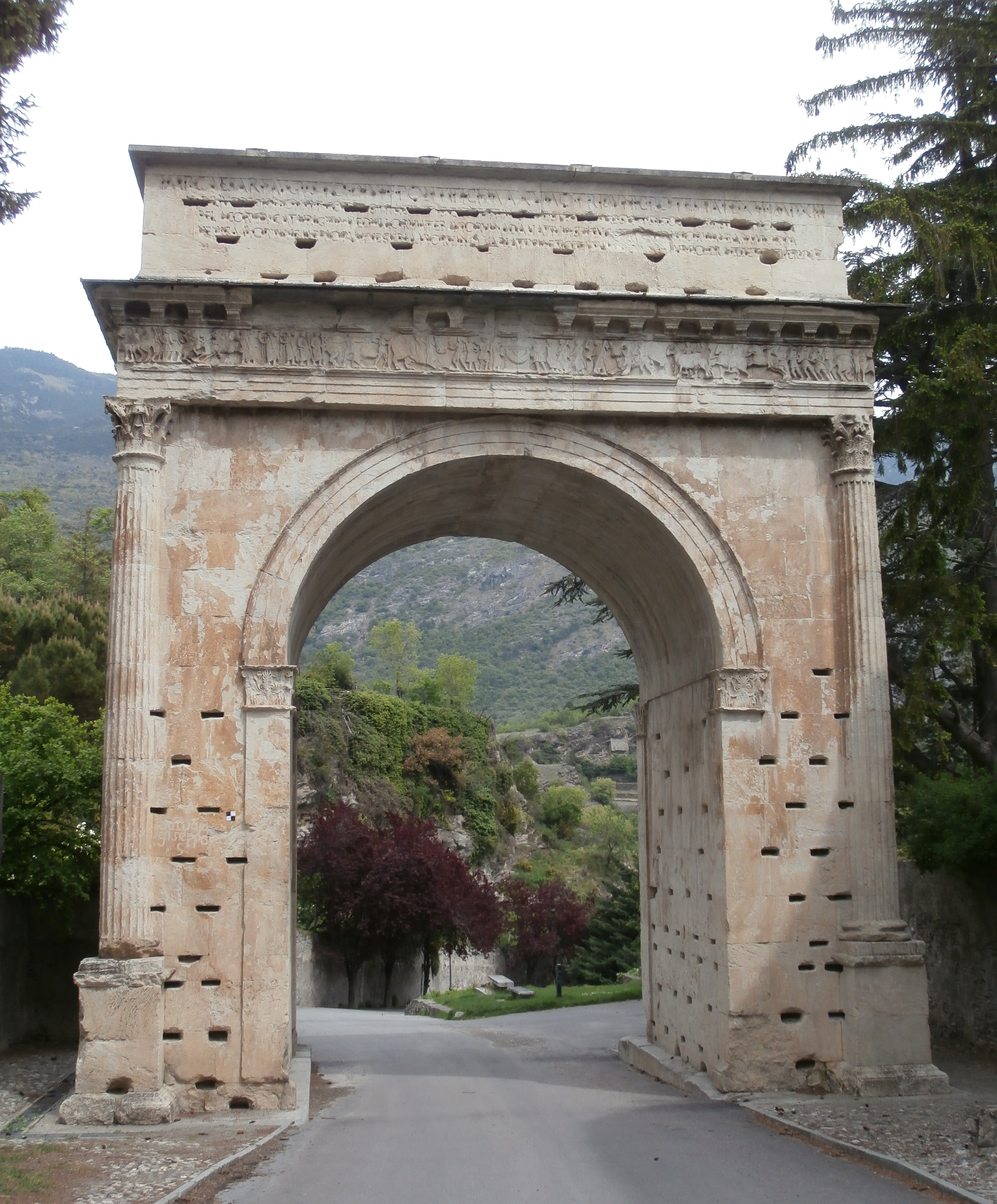
L'Arco di Augusto costruito da Cozio

Con il ripristinarsi del potere imperiale sotto la guida di Cesare Augusto, le rivolte vennero stroncate nel sangue (vedasi la vicenda dei Salassi), mentre Cozio e le sue genti non solo vennero risparmiate, ma venne rinsaldata la passata alleanza (13 o 12 a.C.). Per ricordare l'avvenimento fu eretto pochi anni dopo (tra il 9 e l'8 a.C.) l'Arco di Susa, alla cui inaugurazione partecipò l'imperatore stesso.
Cozio latinizzò il suo nome in Marcus Iulius Cottius, fu nominato præfectus civitatis e assunse la cittadinanza romana, segno della volontà da parte dei Romani di voler creare un saldo legame con le popolazioni stanziate a ridosso del valico del Monginevro, allora l'unica via praticata per accedere nelle Gallie.
L'accordo prevedeva anche una dolorosa diminuzione dell'estensione del dominio di Cozio, compensata però dall'autonomia di cui ancora poteva godere, su un territorio che si stava arricchendo grazie ai commerci tra Gallia e Italia. La capitale Segusium (oggi Susa) cominciò ad accrescersi e dotarsi di monumenti pubblici.
Sotto la sua guida, le popolazioni locali iniziarono a fondere con aspetti romani i propri costumi, le proprie legislazioni e il proprio linguaggio. L'unico elemento che rimase ancora a lungo nettamente separato dalla cultura romana fu quello religioso: infatti le tribù locali mantennero la devozione verso i loro dei, solo in seguito affiancati e identificati con quelli romani.
In seguito alla morte di Cozio s'iniziò a identificare con il nome di Alpes Cottiae (precedentemente note come Alpes Taurinae) le montagne su cui aveva governato.
Nel IV secolo d.C. il mausoleo di Cozio era ancora frequentato e la sua figura venerata come esempio di re giusto e previdente.
A Cozio succedette il figlio Donno II (circa 30 a.C.- 44 d.C.), a cui succedette il nipote Cozio II (circa 5 a.C.- 63 d.C.). Quest'ultimo, che regnò a lungo, ingrandì il territorio amministrato dal nonno grazie a doni territoriali concessi dall'imperatore Claudio. Alla morte di Cozio II, non essendoci eredi, le Alpi Cozie divennero una provincia romana.